# Michal Barnovský
Michal Barnovský (14. února 1937 Jarabina, Československo – 31. května 2008) byl slovenský historik, který se specializoval na slovenské dějiny první poloviny 20. století.

## Život
Narodil se v obci Jarabina v okrese Stará Ľubovňa. V roce 1952 začal studovat na gymnáziu v Humenném, ale o rok později přestoupil do ukrajinské pobočky jedenáctileté střední školy v Prešově, kde maturoval v roce 1955. Ve studiu pokračoval na historicko-filozofické fakultě Státní univerzity T. G. Ševčenka v Kyjevě. V době vysokoškolských studií se stal členem KSČ.

## Vzdělání
- Studium dějin (Historicko-filozofická fakulta, Kyjevská státní univerzita Taras Ševčenka, Kyjev, 1955-1960);
- PhDr. (Filozofická fakulta Univerzity Komenského, Bratislava 1968);
- CSc. (Historický ústav, SAV, Bratislava 1968);
- DrSc. (Historický ústav, SAV, Bratislava 1989).

## Profesionální kariéra
- výzkumný asistent (Krajské múzeum v Prešove, 1960-1961);
- historik (Slovenské národné múzeum, Bratislava, 1961-1962, Historický ústav SAS, Bratislava, 1962-1964);
- doktorské studium (Historický ústav, SAV, Bratislava, 1964-1967);
- vědecký pracovník (Historický ústav, SAV, Katedra současné historie, Bratislava, 1968-2004)

## Odborné zaměření
Slovenské dějiny po roce 1918, zejména po roce 1945;
Slovenský politický, ekonomický a sociální rozvoj

## Publikace
- V zovretí normalizácie. Cirkvi na Slovensku 1969 - 1989 (spoluautor) (2004)
- Prvá vlna destalinizácie a Slovensko 1953-57 (2002)
- Štátna moc a cirkvi na Slovensku 1948-53 (spoluautor) (1997)
- Na ceste k monopolu moci. Mocenskopolitické zápasy na Slovensku v rokoch 1945-48 (1993)